# NGC 1422
NGC 1422 je galaksija u zviježđu Eridan.

## Vanjske poveznice
- SEDS: NGC 1422